# Matthew Emmons
Matthew Emmons, ameriški olimpijski prvak, športni strelec, * 5. april 1981, Mount Holly, New Jersey, ZDA.
Začel je kot uspešni mladinec in je eden od nosilcev mladinskega svetovnega rekorda v disciplini 50 m trije položaji. Zmagal je v finalu svetovnega pokala ISSF 2002 v Münchnu in 2004 v Mariboru.
Najboljše dosežke pa je dosegel v drugi disciplini - ležečem položaju. Zmagal je na svetovnem prvenstvu ISSF 2002 v Lahtiju in na poletnih OI 2004 v Atenah. V Atenah je bil zelo blizu osbojitvi dveh zlatih medalj, vendar je na tekmovanju na 50 m v treh položajih nesrečno zastreljal zadnji strel in končal na osmem mestu.
Na poletnih OI 2008 v Pekingu je osvojil srebrno medaljo v ležečem položaju. V finalu na 50 m v trije položaji je imel pred zadnjim strelom 3,3 točke prednosti. Zadnji strel je bil 4,4 tako, da je osvojil četrto mesto za bronastim Debevcem. Emmons je pojasnil dogodek novinarjem: »Način s katerim sem napadel tarčo je, da sem začel nad tarčo in prišel spodaj z 12 ter prišel v sredino tarče. Ko se nameril sredino tarče, sem začel s prstom pritiskati na petelina. Ko sem hotel sprožiti se je puška sprožila. Verjetno sem jo sprožil. Malo preveč sem pritisnil na petelina. Nisem občutil, da sem premaknil prst, vendar sem ga očitno. Je pač pritisnil na petelina, puška se je sprožila, vedel sem, da to ne bo dobro, le želel sem si, da bi zadel črni del. Res je zadelo v črno, vendar malo višje.«
Emmons je diplomiral iz managementa in financ na Univerzi Kolorada v Colorado Springsu in na Univerzi Alaske v v Fairbanksu.
30. junija 2007 se je v Plzňu poročil s češko strelko in olimpijsko prvakinjo Kateřino Kůrkovo.